# Щефан Ефенберг
Щефан Ефенберг е немски футболист, полузащитник. Бивш немски национал и капитан на Байерн Мюнхен. През цялата си кариера има 109 жълти картона в Първа Бундеслига.

## Кариера
Започва кариерата си в Борусия Мьонхенгладбах, като на 20 години вече е неизменен титуляр в отбора. През 1990 преминава в Байерн Мюнхен, като печели суперкупата на Германия и става вицешампион на страната. На 5 юни 1991 дебютира за националния отбор, влизайки като резерва срещу Уелс. През 1991/92 е един от основните играчи на Байерн, като вкарва 10 попадения. Участва на Евро 1992, като вкарва попадение в мачът срещу Шотландия. Избран е и в идеалния отбор на турнира. След завръщането на Лотар Матеус в Байерн, Ефенберг преминава във Фиорентина, а съотборници са му Брайън Лаудруп и Габриел Батистута. В първия сезон на Щефан в Италия, Виола изпадат. На следващия сезон Серия Б отборът прави силни игри и се завръща в Серия А, а Ефенберг участва на Мондиал 1994. В мачът от групите срещу Южна Корея, Ефенберг е сменен и показва среден пръст на феновете. Недоволен от неприличния жест на своят играч, треньорът Берти Фогтс отстранява халфът от отбора.
След края на световното Щефан се завръща в родния си Борусия Мьонхенгладбах. През 1995 печели купата на Германия и изиграва над 100 мача в първенството. През лятото на 1998 Ефенберг отново става част от Байерн Мюнхен. През септември 1998 е повикан отново в националния отбор, като изиграва още 2 мача за „бундестима“. В Байерн Ефенберг печели три поредни титли на страната, една национална купа и три купи на лигата. През 1998/99 играе финал в Шампионската лига, който обаче е загубен от Манчестър Юнайтед с 1-2. Попада в отбора на годината на ЕСМ. След напускането на Лотар Матеус, Ефе поема капитанската лента на „баварците“. През 2001 извежда Байерн с капитанската лента във финалът на Шампионската лига срещу Валенсия. Халфът вкарва от дузпа за 1-1 в редовното време, а Байерн побеждава след дузпи. Ефенберг е избран за футболист на годината в турнира. През сезон 2001/02 губи мястото си и изиграва само 17 срещи.
През 2002 преминава във Волфсбург. Там престоят му не е много успешен, като вкарва 3 попадения в 19 мача. През следващия сезон Ефенберг се състезава в Катар за Ал Араби, след което приключва кариерата си.